# Katrin Krämer

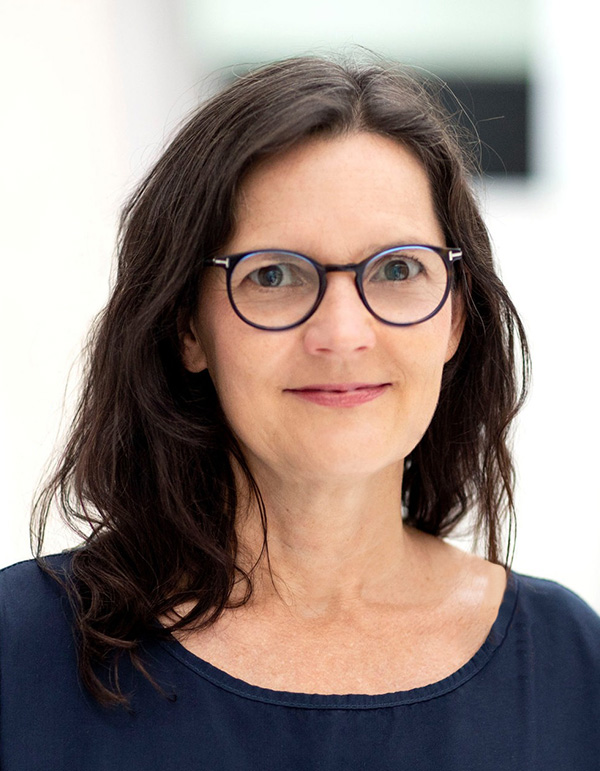
Katrin Krämer

Katrin Krämer (* in Bremen) ist eine deutsche Moderatorin, Redakteurin und Autorin.

## Biografie
Als sogenanntes „Fernsehkind“ stand Krämer regelmäßig vor das Kamera (u. a. Rudi Carrell Show, Sendung mit der Maus, Radio Bremen Regionalfernsehen).
Krämer studierte Germanistik und Anglistik an der Universität Bremen und der Universität Freiburg i. Br. Sie schloss mit dem Master of Arts (M.A.) an der Universität Bremen ab.
Von 1991 bis 2000 war Krämer freiberufliche Mitarbeiterin bei Radio Bremen und Autorin sowie Regisseurin verschiedener Radiofeatures.
Ab 2000 war sie freie Mitarbeiterin bei verschiedenen ARD-Sendern, wo sie u. a. an Kinder-Features für den MDR, an der Kinderhörspielserie Stopp!! (mit Hans-Helge Ott) für den NDR und Beiträgen für den WDR, SWR und Bremen 2 beteiligt war, daneben auch als Redakteurin im Magazin Art & Weise von Radio Bremen 2. Ab 2002 war sie Redakteurin, ab 2003 Moderatorin für Radio Bremen (Nordwestradio) in Journalen und der Sendung Gesprächszeit, 2004 Mitgründerin der Sendung Mareradio sowie seit 2007 Moderatorin der Gäste-Reihe, dann Redakteurin und Moderatorin verschiedener Literaturmagazine.
Es folgten Bühnenmoderationen u. a. für Radio Bremen, die Bremer Philharmoniker, Theater Bremen, Literarische Woche, Globale° – Festival für grenzüberschreitende Literatur, Kempowski-Stiftung, Burg zu Hagen jazzahead! und Alumni e.V. Universität Bremen (Talkreihe zur 50-jährigen Gründung).
Krämer ist Moderatorin und Literaturkritikerin bei Bremen Zwei und wirkt bei Podcastreihen mit. Sie ist Mitglied in der Jury Bremer Buchhandlungspreis.